# IV округ (Будимпешта)
IV округ (мађ. IV. kerület) или Ујпешт (мађ. Újpest) се налази на левој обали Дунава. Име Ујпешт значи Нова Пешта, зато што је град био формиран на границама Пеште 1840. године. Ујпешт је био село 6 деценија док 1907. није добио статус града. Године 1950. заједно са осталим околним градовима и селима уједињује се са Будимпештом формирајући Велику Будимпешту.
Из овог дела града је и фудбалски клуб Ујпешт.